# Psammisia dolichopoda
Psammisia dolichopoda är en ljungväxtart som beskrevs av A. C. Smith. Psammisia dolichopoda ingår i släktet Psammisia och familjen ljungväxter. Inga underarter finns listade i Catalogue of Life.